# ماري دي لوكسمبورغ، كونتيسة فندوم
ماري دي لوكسمبورغ (بالفرنسية: Marie de Luxembourg)‏ (توفيت. في 1 أبريل 1547)؛ هي الابنة الكبرى ووريثة بيير الثاني دي لوكسمبورغ، كونت سان بول وزوجته مارغريت ابنة لودفيكو، دوق سافوي؛ ماري كانت تنتمي إلى فرع صغير من سلالة حكمت دوقية لوكسمبورغ التي قدمت العديد من أباطرة الرومان المقدس في العصور الوسطى قبل أن تنقرض في 1437.
كان أجدادها من والدها لويس دي لوكسمبورغ، كونت سان بول، وبريين، ولينييه، وكونفيرسانو وجين دي بار، كونتيسة مارل وسواسون؛ وإما أجدادها من والدتها هم لودفيكو، دوق سافوي وآن دي لوزينيان دي قبرص.

## الزواج والذرية
كانت متزوجة أولا وهي لا زالت صغيرة من خالها جاك دي سافويا، كونت رومون بحيث كان أحد قادة جيش شارل الجريء بحيث احتل الجيوش السويسرية إقطاعيته فود، وبعد أن كانت الوريثة تم اعدم جدها لويس بالتهمة الخيانة مما أدى إلى احتجاز على ممتلكات.
استطعت استعادة جزء من ميراثها مع زوجها الثاني من فرانسوا، كونت فندوم في 1487، ومع وفاته في 1495 أصبحت الوصية على ابنهما البكر شارل.

### أبناؤها
- لديه ابنة واحدة من زواجها الأول الأميرة فرانسواز دي سافوي (توفيت.1511) تزوجت من هاينريش الثالث دي ناساو-بريدا.
- شارل، دوق فندوم (1537-1489)؛ هو جد هنري الرابع ملك فرنسا.
- جاك (1491-1490).
- فرانسوا (1545-1491)؛ كونت سان بول.
- لويس (1583-1493)؛ رئيس أساقفة سانس.
- أنطوانيت (1583-1493)؛ تزوجت من كلود، دوق غيس هما أجداد ماري، ملكة الاسكتلنديين.
- لويز (1575-1495)؛ راهبة.